# Mendiga
Mendiga é uma localidade portuguesa do Município de Porto de Mós que foi sede da extinta Freguesia de Mendiga, freguesia que tinha 20,01 km² de área e 930 habitantes (2011), e, por isso, uma densidade populacional de 46,5 hab./km².
A Freguesia de Mendiga foi extinta em 2013, no âmbito de uma reforma administrativa nacional, para, em conjunto com a Freguesia de Arrimal, formar uma nova freguesia, denominada União das Freguesias de Arrimal e Mendiga, da qual é a sede.

## História
Não se sabe ao certo a origem do nome desta localidade, mas segundo a tradição oral, no início do povoamento da Mendiga existiam apenas três casas, nas quais teriam habitado alguns mendigos, dando o nome de Mendiga. No entanto, alguns historiadores desmentem tal facto afirmando que a localidade teve sempre muitos habitantes, tendo até havido homens que ajudaram D. Fuas Roupinho a retomar Porto de Mós aos Mouros em 1148, reconquista esta que, de acordo com a tradição oral, terá partido desta localidade durante a noite que a antecedeu e assim teriam apanhado os Mouros de surpresa
De acordo com outra história, D. David, grande senhor godo, casado com D. Aldora, possuidor de muitas terras entre Mendiga e Serro Ventoso, tinha uma grande vivenda no local onde hoje é a Mendiga e tinha por costume passar lá uns dias no Verão. Os vizinhos desta vivenda ao verem a senhora, rica e sempre bem vestida, apelidavam-na de "mendiga" dizendo "Já vi a mendiga" ou "Já veio a mendiga"  e daí terá surgido o nome da povoação. Esta "mendiga", segundo a tradição oral, está sepultada em Minde e o seu esposo numa capela que mandara edificar no Chão da Mendiga, que depois viria a ser transformada na atual Capela de S. Silvestre, localizada na Freguesia de Serro Ventoso. Certo é que, também, na primeira edição de "O Couseiro", está referindo que D. Afonso Henriques, a 20 de janeiro de 1165, concedeu o privilégio a 15 homens da região, entre estes, os referidos D. David e D. Aldora, para que povoassem toda a extensão de terras ásperas e despovoadas até Minde. No entanto, uma das primeiras menções conhecidas á serra da Mendiga, assim nomeada por se localizar junto à localidade, é anterior, sendo de 1142, no primeiro Foral de Leiria, sendo assim das localidades do Concelho de Porto de Mós com registos históricos conhecidos mais antigos.
Todas estas histórias dificultam a obtenção de uma data concreta para a fundação e origem do nome da localidade, podendo apenas estimar-se, que terá sido fundada, entre 1142 e 1165, sendo provável que antes de 1165 já residissem nesta localidade alguns albergueiros e mendigos, que possivelmente já por lá residiam, desde 1142.
Rui de Pina, na crónica de D. Dinis refere que a Mendiga, a par de Alpedriz, por ser local de passagem e dormida de viajantes, eram locais muito afetados por ladrões, sendo comum a pilhagem aos veículos e viajantes que passassem na estrada que atravessasse a localidade, tendo D. Dinis ordenado a caça aos ditos ladrões e que os mesmos fossem enforcados.
Em 1499, aquando da trasladação do restos mortais de D. João II para o Mosteiro de Santa Maria da Vitória, na Batalha, o cortejo que acompanhava os restos mortais do monarca chega à Mendiga em 21 de Outubro do mesmo ano, onde passou essa noite, tendo sido no dia seguinte, por ordem de D. Manuel I, celebrada missa solene pelo bispo de Tânger, sendo cedido pelo rei um cálice de prata para a celebração da missa e posteriormente oferecido à Igreja local. Consta-se que o mesmo cálice ainda está na propriedade da Igreja local.
Mendiga foi um curato da apresentação da Colegiada de São João por determinação de Porto de Mós, tendo sido desanexada em 1525 por determinação do Arcebispo de Lisboa, Cardeal-Infante D. Afonso. Alguns anos mais tarde foi, então, elevada à categoria de freguesia.
Foi sede de uma freguesia extinta em 2013, no âmbito de uma reforma administrativa nacional, para, em conjunto com Arrimal formar uma nova freguesia denominada União das Freguesias de Arrimal e Mendiga da qual é a sede.

## Geografia
A Mendiga localiza-se em pleno Parque Natural das Serras de Aire e Candeeiros, na chamada depressão da Mendiga, um afundamento no terreno entre as serras da Mendiga e Candeeiros, a este e oeste, respetivamente.
Á semelhança de todo o município, é raro encontrar cursos de água superficiais, existindo, no entanto, em abundância no subsolo. Segundo os habitantes mais antigos, até meados da década de 40 do século XX, durante as estações mais húmidas terá corrido um ribeiro de pouco caudal desde o cume da serra da Mendiga até ser absorvido pelo solo na zona do mais baixa do Polje da Mendiga, formando, em alturas de maior chuva, uma pequena lagoa nessa zona. Este ribeiro secou totalmente quando, numa tentativa de aumentar o caudal, foi feita explodir pólvora na nascente, tendo o ribeiro secado totalmente.
Ao longo de toda a serra da Mendiga e á semelhança de muitos locais do concelho de Porto de Mós, é comum encontrar dolinas, lápias, algares e lapas, sendo a maior e mais conhecida, a lapa da Marinha da Mendiga.
A freguesia, por se localizar na zona do maciço calcário estremenho, é bastante rica em pedra calcária, sendo comum ao longo das serras que delimitam a freguesia, encontrar pedreiras de extração de calçada branca, sendo, no entanto, raro encontrar pedreiras de extração de blocos de calcário, devido ao elevado número de impurezas no calcário extraído na freguesia, o que torna inviável a extração em grandes blocos.
A aldeia da Cabeça Veada é delimitada a oeste pela serra da Lua, também esta bastante rica em calcário.

## Economia
A economia da Mendiga é sobretudo baseada nos setor terciário, no entanto com grande parte das receitas a ser originária do setor primário, da indústria extratora de pedra. O setor secundário embora apresente alguma relevância, tem uma relevância inferior aos restantes, sendo a receita existente proveniente da indústria de transformação de pedra.
A Mendiga, ao contrário das localidades vizinhas, apresenta um setor terciário relativamente forte, existindo diversos estabelecimentos comerciais, de diversos ramos, desde a restauração, ao comércio a retalho ou por grosso, ao setor bancário ou serviços públicos e até hotelaria
No final do século XIX e inicio do século XX, a Mendiga tinha também uma forte produção agrícola, sobretudo ao nível dos cereais, como o milho e o trigo, por essa altura, os maiores produtores agrícolas da localidade, passaram a focar-se na economia de serviços, ignorando a economia de produção, estabelecendo as bases para a economia atual da Mendiga, reduzindo a importância da agricultura para uma mera agricultura de subsistência, passando apenas a produzir para consumo próprio ou para venda no mercado local. Também por esta altura, os habitantes da Mendiga eram considerados dos mais ricos do concelho, havendo pessoas com várias libras de ouro em sua posse, segundo Serra Frazão "havia velhos [...] que tinham libras que se podiam medir aos alqueires[...]".
Embora com uma menor expressão em relação ao passado, há ainda uma grande produção de azeite, graças à elevada abundância de oliveiras na região.
De referir que a Mendiga, desde que há registos, sempre teve como base económica, o setor terciário, prova disso é a própria fundação da localidade estar relacionada com o setor hoteleiro, com o estabelecimento de uma albergaria por ordem de D. Afonso Henriques

## Tradições

### Festas Religiosas
Em meados de fevereiro é organizada a festa em honra de S. Brás, nesta festa, houve em tempos, a tradição de entrar com o gado na igreja durante a festa.
A 15 de Agosto decorre a festa em honra de Nossa Senhora da Assunção, sendo esta principal festividade da localidade.

### Outras tradições populares

#### Matança do porco
A tradição da matança do porco é uma tradição partilhada por muitas outras localidades portuguesas que geralmente consiste num evento que reúne família e amigos para a matança do porco, sendo o porco morto, a sua carne comida e confecionados os tradicionais enchidos, como o chouriço e a  Morcela de Arroz, muito típica desta região.

#### Entrudo

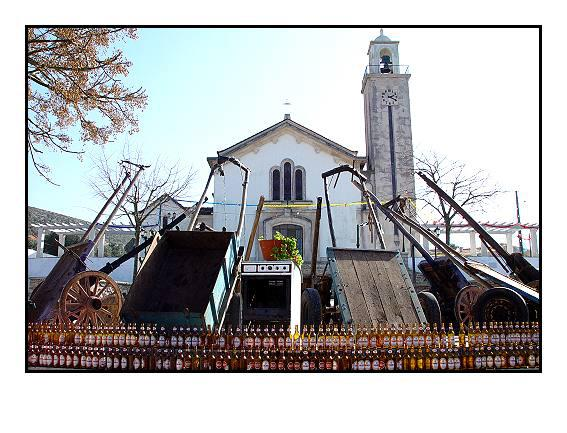
Imagem que retrata as tradições de carnaval na Mendiga

Há também as tradições do entrudo, já bastante antigas, não se sabendo ao certo quando começaram, sabe-se apenas que a tradição nos seus moldes atuais remonta, pelo menos, a finais do século XIX. Esta tradição é cumprida pelos homens da terra, que durante as noites que antecedem o dia de carnaval (noites de sexta-feira, sábado, domingo e segunda-feira) se juntam no centro da localidade, normalmente junto da igreja, fazem uma grande fogueira, que se manterá acesa durante todas as noites do entrudo, onde convivem, comem e bebem vinho ou cerveja. Também durante as noites, é tradição, os mais jovens, andarem pelas ruas a transportar os carros de tração animal existentes, "roubados" aos mais velhos, para junto do local da fogueira. Esta tradição de "roubar" os carros de tração animal é uma prova da antiguidade da tradição, pois  vem de uma altura em que a população dependia bastante deste meio de transporte, tendo sido criada como uma brincadeira para incomodar os mais velhos, que se viam assim forçados a deslocar-se para o local da fogueira para reaver os seus carros. Também durante estas noites, vão bater de porta em porta, acordando os habitantes que têm então de dar comida e bebida aos foliões.

### Lendas populares[10]

###### Panela com ouro
No Mouchão do Bento, terá sido enterrada por um habitante local, durante as invasões francesas, uma panela com ouro.

###### Fantomem
No algar do Tereso aparece aos caminhantes, de madrugada, um enorme animal com algumas formas humanas. Umas vezes dá grandes urros, outras dá espirros como os de um chibo. Em ambos os casos desaparece rapidamente, algar dentro, sempre com um grande estrondo. Não se manifesta a viúvos.

###### Gatos compridos
Nas imediações do algar d'Alinhares apareciam, de noite, gatos e cães aos caminhantes isolados. Os gatos protegiam-se dos cães colocando-se sob as pernas das pessoas, onde tomavam formas alongadas, tortuosas e escorregadias. Os cães não ladravam mas pressentiam-se perfeitamente por entre os matos.

###### Ouro encantado
No sitio do penedo do vale, no lugar da Marinha da Mendiga, diziam haver um tesouro enterrado.

###### Bruxas
No sitio do Covão das Ervilhas, no lugar da Marinha da Mendiga, apareciam nas noites de luar, bruxas a bailar. Rapazes solteiros que por lá passaram ficaram roncolhos. Algumas delas eram conhecidas por o peitoril das suas janelas estar ensebado para elas esfregarem o rabo antes de voarem.

## População
A tabela abaixo demonstra a evolução da população da freguesia da Mendiga, ao longo dos anos.
| População da freguesia de Mendiga | População da freguesia de Mendiga | População da freguesia de Mendiga | População da freguesia de Mendiga | População da freguesia de Mendiga | População da freguesia de Mendiga | População da freguesia de Mendiga | População da freguesia de Mendiga | População da freguesia de Mendiga | População da freguesia de Mendiga | População da freguesia de Mendiga | População da freguesia de Mendiga | População da freguesia de Mendiga | População da freguesia de Mendiga | População da freguesia de Mendiga |
| --------------------------------- | --------------------------------- | --------------------------------- | --------------------------------- | --------------------------------- | --------------------------------- | --------------------------------- | --------------------------------- | --------------------------------- | --------------------------------- | --------------------------------- | --------------------------------- | --------------------------------- | --------------------------------- | --------------------------------- |
| 1864                              | 1878                              | 1890                              | 1900                              | 1911                              | 1920                              | 1930                              | 1940                              | 1950                              | 1960                              | 1970                              | 1981                              | 1991                              | 2001                              | 2011                              |
| 481                               | 541                               | 660                               | 686                               | 782                               | 776                               | 825                               | 961                               | 987                               | 1 019                             | 991                               | 963                               | 938                               | 1 016                             | 930                               |

## Lugares
A Freguesia de Mendiga cmpreendia os seguintes lugares:
- Bemposta
- Cabeça Veada
- Chão da Mendiga
- Mendiga
- Marinha da Mendiga
- Marinha de Baixo (repartida pelas freguesias de Mendiga e Serro Ventoso)

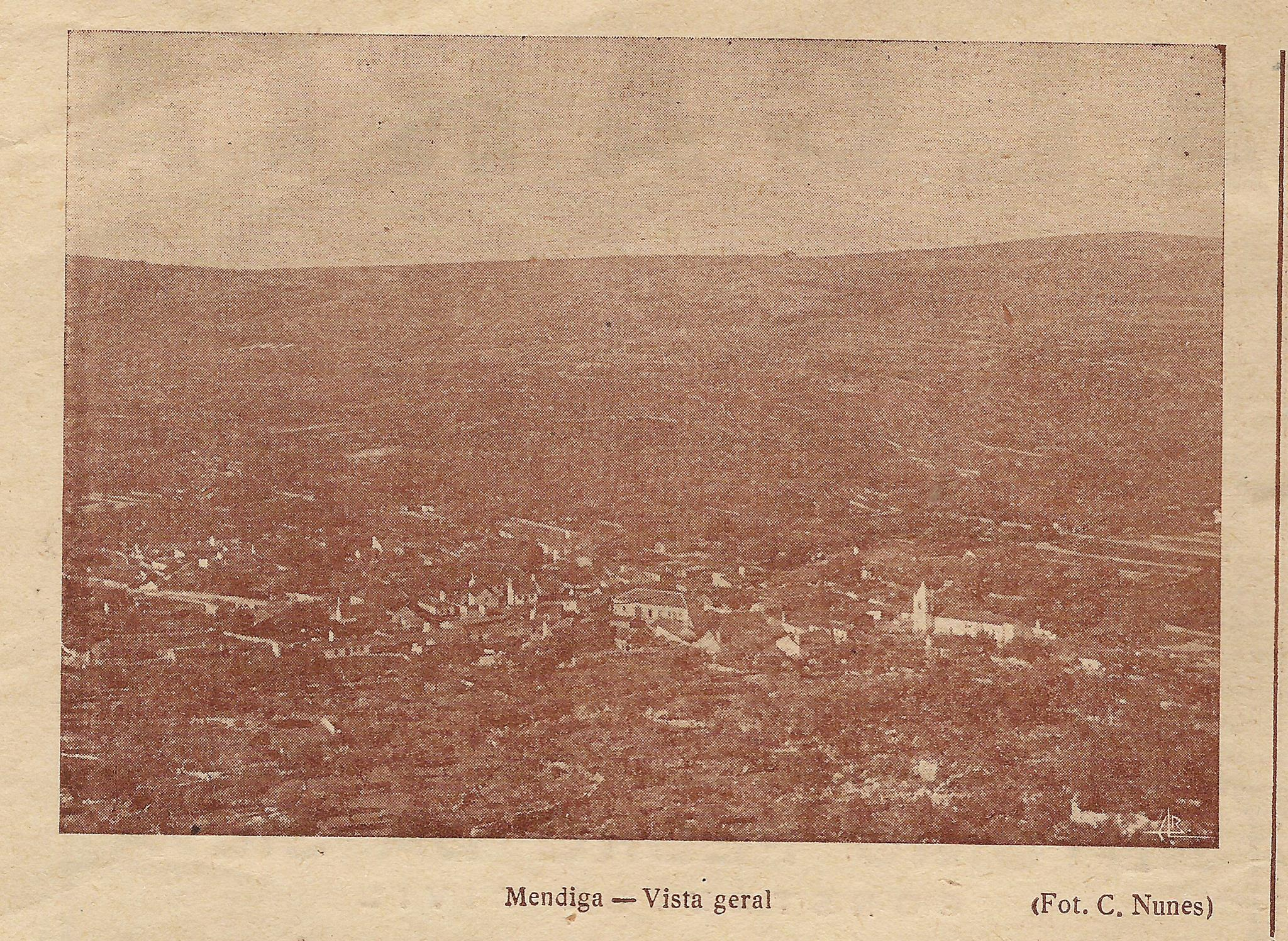
Panorâmica da Mendiga no Século XIX

## Património
- Igreja de São Julião (Mendiga)
- Capela de Nossa Senhora de Fátima (Cabeça Veada)
- Parque "Telhados de Água Manuel Baptista Amado" (Mendiga)
- Fontanário da Mendiga (Mendiga)
- Parque de Merendas "O Seu Parque" (Bemposta)
- Extração de pedra calcária (Cabeça Veada)

## Alojamentos
- Retiro da Avó Lídia (Mendiga)
- Residencial "Valinho" (Cabeça Veada)

Panorâmica da Mendiga em 2020

- Refúgio das Artes (Mendiga)

## Desporto

### Recintos Desportivos
A A.R.C.D. Mendiga dispõe de um moderno campo gimnodesportivo - o Pavilhão Gimnodesportivo ARCD Mendiga - utilizado, sobretudo, pelas equipas de futsal da associação.
Existe, ainda, um campos de futebol ao ar livre, à disposição da comunidade local: o '"Campo das Silveiras", na Mendiga.

### Equipas
A freguesia conta com a equipa de futsal da A.R.C.D. Mendiga, que joga atualmente na 3ª Divisão de Futsal, após a conquista do título de Campeão de Honra do distrito de Leiria, na época 2021/2022. Na época de 2012/2013 a equipa havia já conquistado a 3ª Divisão Nacional de Futsal, pelo que o seu regresso a esta competição constitui um motivo de orgulho para a freguesia.

## Personalidades
- Rev.º Pedro Vicente Ribeiro (1704-1787) - Escritor (Obras: "Despertador Pastoral", "Epitome Doutrinal", "Memorial", "Relação")[12]
- Pe. António Durão Alves (1880-1959) - Escritor, Professor, Sacerdote, participante ativo na redação da Concordata entre a Santa Sé e Portugal de 1940 [13][14]
- Pe. Paulo Durão Alves (1893-1977) - Escritor, Professor, Sacerdote, Procurador[14][15]
- Pe. Augusto Durão Alves (1891-1959) - Escritor, Sacerdote[14]
- Martim Ribeiro (2006) - Futebolista da União Desportiva de Leiria[carece de fontes?]
- Nuno Nogueira (2007) - Andebolista, Basquetebolista, campeão europeu de Andebol em cadeira de rodas[16]
- Ana Gomes tem ligações à Mendiga através do seu pai [17]